# Muziektheater
Le Muziektheater est un théâtre de la ville d'Amsterdam aux Pays-Bas, spécialement construit pour des représentations d'opéra, de ballets et d'autres formes de théâtre musical. Sa capacité est de 1689 places. Il est situé sur Waterlooplein et fait partie d'un bâtiment baptisé Stopera (contraction des mots néerlandais « Stadhuis » et « Opera ») qu'il partage avec la mairie centrale de la ville.
Le Muziektheater fut inauguré le 23 septembre 1986. Il accueille aujourd'hui le Nederlandse Opera ainsi que le Nationale Ballet. D'autres compagnies extérieures au Muziektheater se produisent également dans un programme d'invités.